# Brandon Rios
Brandon Lee Ríos est un boxeur mexicano-américain né le 29 avril 1986 à Lubbock au Texas.

## Carrière
Brandon Rios a un palmarès amateur de 230 victoires pour 35 défaites. Adolescent, il s'entraine notamment avec le futur champion du monde des poids welters Victor Ortiz. En 2004, il remporte le championnat des États-Unis en poids plumes. Il combat pour la première fois en professionnel le 23 juillet de la même année, désormais en poids légers. Jusqu'en 2009, il combat à 24 reprises, pour 23 victoires et 1 match nul.
Il remporte 3 nouvelles victoires en 2010, ainsi que le titre de champion nord-américain NABF, ce qui lui permet de combattre le vénézuélien Miguel Acosta à Las Vegas, le 26 février 2011, pour le titre de champion du monde WBA régulier. Rios l'emporte par KO technique à la 10e reprise. Il défend ensuite sa ceinture deux fois en 2011, tout d'abord en battant Urbano Antillón par KO en 3 rounds. Il est néanmoins contraint de la laisser vacante à l'issue de sa victoire par KO technique contre l'anglais John Murray en raison de ses difficultés à se maintenir en catégorie poids légers.
Il est sous contrat avec la société Top Rank de Bob Arum et entrainé par l'ancien champion du monde IBF des poids super-plumes Roberto Garcia Cortez. Le 13 octobre 2012, il affronte et bat au 7e round Mike Alvarado en super-légers mais perd aux points le combat revanche organisé le 30 mars 2013. Le 3e opus n'est en revanche qu'une formalité pour Rios qui l'emporte par abandon à l'issue du 3e round.